# W (tv-serie)
 For alternative betydninger, se W (flertydig). (Se også artikler, som begynder med W)
W er en sydkoreansk tv-drama/serie fra 2016 på 16 episoder. Hovedrollerne spilles af henholdsvis Lee Jong-suk (Kang Chul) og Han Hyo-joo (Oh Yeon-joo).